# Queenstown (Nieuw-Zeeland)
Queenstown ('Tāhuna' in het Maori) is een stad met ruim 10.000 inwoners op het Zuidereiland van Nieuw-Zeeland. Queenstown ligt aan de noordoostkust van het Wakatipumeer, met The Remarkables op de achtergrond.
Sinds de jaren zeventig heeft het zich ontwikkeld tot een internationaal centrum voor avontuurlijke sporten zoals bungeejumpen en zorbing. Het stadje heeft ook een klein vliegveld.
Over oorsprong van de naam van Queenstown is men het niet eens. De populairste mythe gaat ervan uit dat er eens een goudzoeker in Queenstown was die riep dat het plaatsje geschikt was voor een bezoek van koningin Victoria.
Het Queenstown-lakesdistrict bevat naast Queenstown ook de plaatsen Alexandra, Arrowtown, Cromwell en Wanaka. Het gebied is omgeven door de Nieuw-Zeelandse Alpen, en drie grote meren: Haweameer, Wakatipumeer en het Wanakameer.
De dichtstbijzijnde grote steden zijn Dunedin and Invercargill.

## Geschiedenis
Zoals de meeste steden in de omgeving zoals Wanaka, Arrowtown en Alexandra ontstond ook Queenstown in de goudzoekerstijd, rond 1860. Hoewel het toerisme tot een snelle ontwikkeling heeft geleid, ademt Queenstown nog altijd de sfeer uit van een klein stadje.

## Cultuur
Op een schiereiland bij Queenstown heb je de Queenstown Gardens. Hier staan rijen hoge sparren en liggen brede grasvelden en rozenperken. Hiervan bevinden zich in de buurt ook een kunstijsbaan en sportvelden.

### De Twin Screw Steamer Earnslaw
De Twin Screw Steamer Earnslaw (TSS) is een bewaard gebleven stoomboot, die zich vaak in de haven van Queenstown bevindt. Dit schip komt nog uit de mijnbouwtijd toen men het Wakatipumeer nog nodig had als verbindingsweg. Het schip wordt ook wel 'de dame van het meer' genoemd.

### Maori legende
Volgens de Maori legende werd het meer Wakatipu gevormd door de afdruk van een slapende demon. Deze werd volgens de legende levend verbrand door de minnaar van een door de demon gevangengehouden maorimeisje. Maar omdat zijn hart nog altijd klopt, daalt en stijgt het Wakatipumeer iedere vijf minuten zeven centimeter.

## Toerisme
Queenstown is erg populair als vakantiebestemming. Het staat ook bekend als de plaats van avonturen en extreme sporten, en wordt daarom ook wel de 'avonturenhoofdstad van Nieuw-Zeeland' genoemd.
In de nabijgelegen skigebieden zoals Coronet Peak en de Remarkables kan bijna vijf maanden per jaar geskied worden. Het Wakatipumeer is het middelpunt voor de recreatieve activiteiten in Queenstown. Het stadje ligt ook in de buurt van enkele wijnboerderijen.
In en rond Queenstown kan men snowboarden, wildwatervaren, mountainbiken en skiën. Maar ook kan men doen aan bungeejumping en zorbing.
Voor de The Lord of the Rings film trilogie zijn er veel opnames gemaakt in de buurt van Queenstown. Hier komen ook toeristen op af, om het zelf te kunnen zien.

## Klimaat
| Maand                  | jan  | feb  | mrt  | apr  | mei  | jun | jul | aug  | sep  | okt  | nov  | dec  | Jaar |
| ---------------------- | ---- | ---- | ---- | ---- | ---- | --- | --- | ---- | ---- | ---- | ---- | ---- | ---- |
| Gemiddeld maximum (°C) | 22,6 | 22,7 | 19,9 | 16,1 | 11,9 | 8,6 | 8,2 | 10,3 | 13,5 | 16,2 | 18,6 | 20,7 | 15,8 |
| Gemiddeld minimum (°C) | 10,7 | 10,6 | 8,8  | 6,2  | 3,3  | 0,7 | 0,1 | 1,3  | 3,6  | 5,6  | 7,4  | 9,4  | 5,6  |
|                        |      |      |      |      |      |     |     |      |      |      |      |      |      |
| Neerslag (mm)          | 78   | 58   | 80   | 75   | 89   | 82  | 65  | 73   | 69   | 95   | 72   | 77   | 913  |
| Bron: NIWA             |      |      |      |      |      |     |     |      |      |      |      |      |      |

## Geboren
- Reuben Thompson (2001), wielrenner